# Cordillera Negra

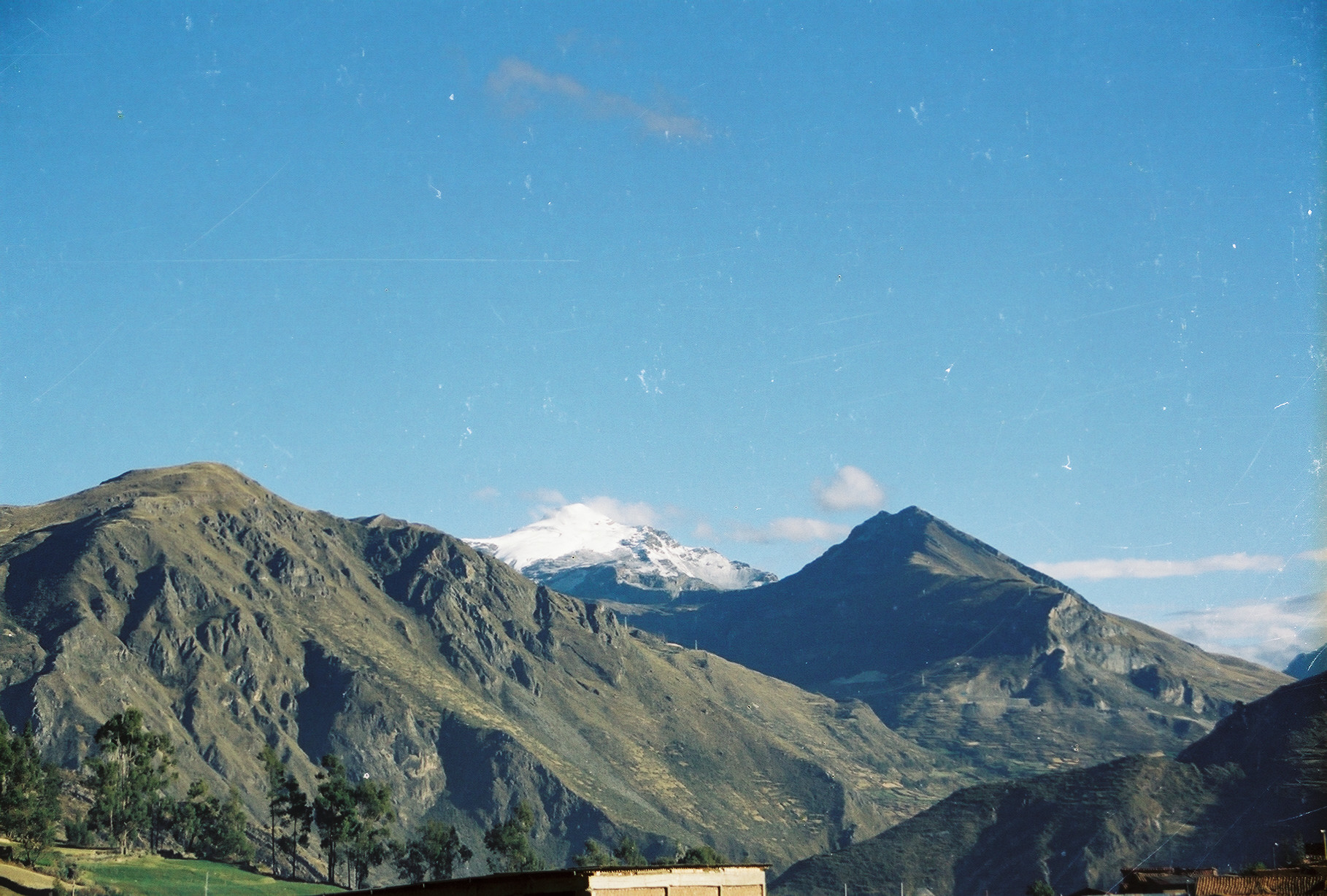
Cordillera Negra, provincie Ancash, Peru

De Cordillera Negra (Zwart gebergte) is een deel van de Cordillera Oriental, een van de drie berggebieden in de Andes in het westen van Peru. De andere gebergten in het westen van Peru zijn Cordillera Blanca en Cordillera Huayhuash.
- Gemeinsame Normdatei: 4566936-3
- Virtual International Authority File: 233879529